# 巨浪系列导弹
巨浪系列导弹，是中华人民共和国一系列潜射弹道导弹。这一系列的导弹编号为“JL-？”形式，如巨浪-1型又写作JL-1。美国则以“CSS-？”(Chinese,Surface-to-Surface)的形式为其编号。巨浪系列导弹多以潜艇作为载具，早期型号多由东风系列导弹改进而成。

## 已知型号
- 巨浪-1潜射弹道导弹
- 巨浪-2潜射弹道导弹
- 巨浪-3潜射弹道导弹